# ベラ湾夜戦
ベラ湾夜戦（ベラわんやせん）は、太平洋戦争中の1943年（昭和18年）8月6日、ソロモン諸島ベラ湾で生起した海戦。日本軍のコロンバンガラ島への輸送部隊が、アメリカ軍の水雷戦隊に邀撃され、日本側駆逐艦3隻が沈没した。
アメリカ軍側の呼称はヴェラ湾海戦（Battle of Vella Gulf）。

## 概要
ベラ湾夜戦は、太平洋戦争中盤の1943年（昭和18年）8月6日、ニュージョージア島の戦いにおいてソロモン諸島のコロンバンガラ島とベララベラ島近海のベラ湾で生起した夜間水上戦闘。コロンバンガラ島の日本軍守備隊を増強するため、第4駆逐隊司令杉浦嘉十大佐指揮下の駆逐艦4隻（輸送隊〈萩風、嵐、江風、物資90トンと陸兵合計約940名分乗〉、警戒隊〈時雨〉）はコロンバンガラ島に向かった（鼠輸送/東京急行）。
アメリカ海軍はフレデリック・ムースブラッガー中佐指揮下の駆逐艦6隻で待ち伏せており、レーダーを活用した夜間奇襲攻撃を敢行し、日本側駆逐艦3隻（萩風、嵐、江風）は一方的に撃沈され、時雨のみ生還した。夜間水雷戦闘において完敗したことは、日本海軍に大きな衝撃を与えた。
なお、本記事では海戦前の7月23日夜および8月1日夜に行われたコロンバンガラ島への輸送作戦および、日本海軍の駆逐艦天霧（駆逐艦長花見弘平少佐）とジョン・F・ケネディ中尉（後のアメリカ大統領）が艇長を務めた魚雷艇「PT-109」との衝突についても簡単に述べる。

## 背景

### 7月下旬のソロモン諸島方面輸送作戦
6月30日にアメリカ軍はレンドバ島に上陸し、7月5日にはニュージョージア島へ上陸した。その過程の中で、7月5日夜にクラ湾夜戦、7月12日夜にはコロンバンガラ島沖海戦と二つの海戦が生起した。この二つの海戦において、日本海軍は秋月型駆逐艦新月（クラ湾夜戦、第三水雷戦隊司令官秋山輝男少将戦死）と軽巡洋艦神通（コロンバンガラ島沖海戦、第二水雷戦隊司令官伊崎俊二少将戦死）を失い、アメリカ海軍は軽巡洋艦へレナ (USS Helena, CL-50) を失った他、他の軽巡洋艦が多大なる損害を受けた。
二度の海戦で日本艦隊と戦いを交えた第36.1任務群（ヴォールデン・L・エインスワース少将）は戦力が著しく衰退し、ソロモン方面で活動を続けていたもう一つの有力な水上部隊である第36.9任務群（アーロン・S・メリル少将）は、日本艦隊と会敵する事なくエスピリトゥサント近海で行動していた。
日本海軍はこの好機に乗じて重巡洋艦3隻（熊野、鈴谷、鳥海）と水雷戦隊を繰り出してアメリカ艦隊と対決しようとしたが空振りに終わり、夜間爆撃を受けて重巡熊野（第七戦隊司令官西村祥治少将）大破・駆逐艦2隻（初春型駆逐艦夕暮、夕雲型駆逐艦清波）沈没という損害を受けてしまった。昼夜分かたぬ航空攻撃を避けるため、日本海軍はこれ以降コロンバンガラ島への輸送作戦に使用するルートをベラ湾、ブラケット水道経由に切り替える事を余儀なくされた。
7月21日には、水上機母艦日進と陽炎型駆逐艦3隻（第4駆逐隊〈萩風、嵐〉、第17駆逐隊〈磯風〉）が南海第四守備隊と軍需物資（戦車、重砲、弾薬）を満載してラバウルを出撃したが、ブイン到着直前の7月22日正午頃に大規模空襲を受けて、日進は撃沈された。ラバウル帰投後、第十戦隊所属の第4駆逐隊（駆逐隊司令杉浦嘉十大佐）は外南洋部隊（指揮官鮫島具重第八艦隊司令長官）隷下の外南洋部隊増援部隊（指揮官伊集院松治第三水雷戦隊司令官）に編入され、駆逐艦2隻（萩風、嵐）はソロモン諸島に残った。
この頃、日本軍上級部隊（大本営陸軍部・海軍部、連合艦隊、第八方面軍、南東方面艦隊）は、遅くても九月中旬ころには中部ソロモンから撤退するという方針を固めていた。
一方のアメリカ軍はレンドバ島を占領すると、同島に魚雷艇基地を設営して4個魚雷艇隊計52隻と整備兵などを進出させた。魚雷艇隊は一隊あたり15隻で編成され、コロンバンガラ島の周囲で「東京急行（鼠輸送）」に対する哨戒任務にあたっていた。
ルート変更後の日本海軍のコロンバンガラ島輸送作戦は7月23日から再開され、駆逐艦3隻（陽炎型〈雪風、浜風〉、睦月型〈三日月〉）が第三十八師団（影佐禎昭中将）の陸兵782名と物件56トンなどを搭載してラバウルを出撃する。魚雷艇の襲撃と夜間触接機の照明弾投下に遭いながらも輸送任務を完了してラバウルに帰投した。この時のルートはベララベラ島とその南方のラノンガ島間のウィルソン海峡およびギゾ海峡を通過して、ブラケット水道に面したコロンバンガラ島南西部のアリエルに至るものであった。
続いて、サンタイサベル島レカタの陸軍部隊をブインへ輸送する作戦が駆逐艦3隻（萩風、嵐、時雨）により7月25日から7月27日にかけて行われた。ラバウルからは人員60名と物件77トンを輸送、帰路は陸軍部隊840名をブインに輸送するという内容である。基地航空部隊の掩護もあり、被害なく作戦を終えた。

### 天霧とPT-109
第八方面軍（司令官今村均中将）は、レカタからブインに移した陸軍部隊をコロンバンガラ島に進出させる事に決する。また外南洋部隊（指揮官：第八艦隊司令長官鮫島具重中将）は麾下の外南洋部隊増援部隊（指揮官：第三水雷戦隊司令官伊集院松治大佐）に対し、陸軍部隊と海軍陸戦隊の輸送を命じた。一連の輸送作戦は、以下の艦艇によって行われた。第三水雷戦隊所属の第11駆逐隊は損耗が激しく、作戦可能駆逐艦は天霧1隻という状況であった。
- 輸送部隊：指揮官杉浦嘉十大佐（第4駆逐隊司令、萩風座乗）
  - 輸送隊：指揮官杉浦嘉十第4駆逐隊司令／第4駆逐隊（萩風、嵐）、第27駆逐隊（時雨）
  - 警戒隊：指揮官山代勝守第11駆逐隊司令／第11駆逐隊（天霧）

陸戦隊員763名と物件54トンを載せた輸送隊3隻（萩風〔第4駆逐隊司令杉浦大佐〕、嵐、時雨〔第27駆逐隊司令原為一大佐〕）は、7月31日朝にラバウルを出撃した。ブインに到着後、陸戦隊と物件を降ろし、代わりに陸海軍人員902名と物件73トンを搭載する。8月1日未明にブインを出撃し、同日ラバウルを出撃して追いかけてきた警戒隊の吹雪型駆逐艦天霧（第11駆逐隊司令山代大佐、天霧駆逐艦長花見弘平少佐）と、ブカ島近海で合流してコロンバンガラ島へ向かう。山代（当時、第11駆逐隊司令）の回想によれば、輸送部隊は萩風〔旗艦〕・嵐・時雨・天霧の単縦陣であったという。
杉浦大佐指揮下の輸送隊部隊はベラ湾を通過して魚雷艇の襲撃（山代大佐によれば、岩礁の誤認）と夜間爆撃を退け、ウェブスター入江に入泊して揚陸を開始した。警戒隊の天霧は分離して、周囲を警戒した。輸送隊は、輸送物件全量を揚陸し任務を完了する。任務を終えた輸送隊は、第九三八航空隊の水上偵察機が発見した敵艦隊を避けるため再びベラ湾を経由し、ブーゲンビル島東方を経てラバウルに帰投した。天霧はウェブスター入江沖で警戒の後、輸送隊の後を追って速力を上げた。8月2日未明、天霧は米軍の魚雷艇（PT-109）と遭遇し、衝突して魚雷艇を真っ二つにしてしまう。花見艦長は「意図的に体当たりを命じた」と回想するが、山代司令は「花見艦長に回避を命じたが手違いがあり、避けきれずに衝突した」と回想する。衝突の際小さな爆発か閃光らしいものが上がったが、天霧は艦首とスクリューを損傷しただけで済んだ。この魚雷艇がジョン・F・ケネディ中尉が艇長を務める「PT-109」であり、ケネディ中尉は他の乗員とともに海に放り出された。2名が戦死したものの、残り11名とともに近くの小島に漂着の後、一週間後に救助された（コースト・ウォッチャーズ）。第3艦隊（南太平洋部隊）司令官ウィリアム・ハルゼー大将から表彰された。

### アメリカ軍の新戦術
PT-109とともに行動していた魚雷艇は、どこかへ逃げ去ったり天霧の背後から魚雷を発射したものの命中しなかった。この戦闘を含めてコロンバンガラ島方面の魚雷艇隊の行動は芳しくなく、連携して攻撃する事もなかった。魚雷艇隊は大発1隻を撃沈したのみで駆逐艦の「東京急行」には通用せず、効果がある妨害にはなっていなかった。そこで、第三水陸両用部隊司令官セオドア・S・ウィルキンソン少将は新しい交通遮断の手段として駆逐艦群を投入することになった。しかし、前述のように第36.1任務群は戦力が衰微し、第36.9任務群は遠方にいた。そのため、ウィルキンソン少将が交通遮断のために投入できた戦力は、第31.2任務群の駆逐艦6隻だけだった。
第31.2任務群司令アーレイ・バーク大佐は、かねてから駆逐艦だけで効果的に行える戦術を研究し、その参考資料をはるか昔のポエニ戦争に求めていた。
しかし、バーク大佐はこの新戦術を引っさげて出撃する前に、上級指揮官として転出して第31.2任務群から離れる事になった。後任のフレデリック・ムースブルッガー中佐はバーク大佐の戦術を忠実に継承して戦場に臨む事となった。

### ニュージョージア島方面の戦況

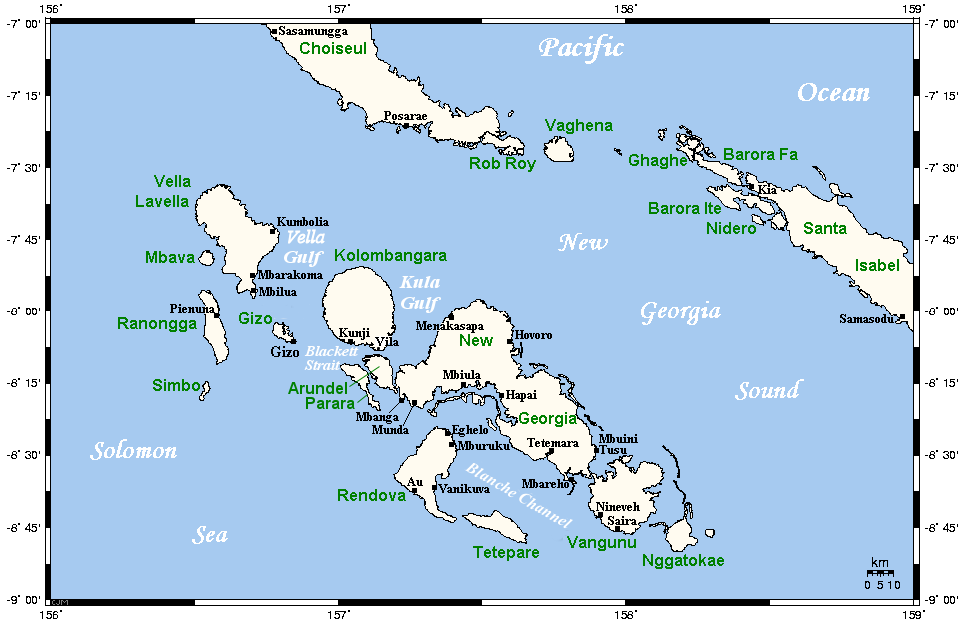
ソロモン諸島の地図。ベラ湾は左側のコロンバンガラ島とベララベラ島の間にある

ニュージョージア島の戦況は一進一退の様相を示していたが、アメリカ軍は8月3日にはムンダ飛行場を占領した。これにより、隣接するコロンバンガラ島ヴィラ (ソロモン諸島）にある日本軍飛行場は無力化されることになる。日本軍はヴィラを中心に約2,400名の陸兵を駐屯させていたが、ムンダ飛行場が制圧された現況では、その行く末も芳しくない事が予期された。コロンバンガラ島の日本軍第一線兵力は陸軍1400名・海軍600名に減少し、重火器もなく、完全に追い込まれていた。第八方面軍はコロンバンガラ島のさらなる防衛強化のため補充兵約1200名の増援を決定する（剛方作命甲第407号）。第六師団（司令官神田正種中将）から六個中隊からなるコロンバンガラ島向けの増援部隊と、残る二個中隊からなるブイン向けの残留部隊をラバウルから送ることにした。
輸送作戦は8月1日のコロンバンガラ輸送作戦とほぼ同じ顔ぶれで実施される事となったが、修理を必要とする天霧（三水戦、第11駆逐隊）の代艦として時雨（二水戦、第27駆逐隊）が警戒隊にまわり、代わって輸送隊には駆逐艦江風（二水戦、第24駆逐隊）が加入した。
第三水雷戦隊旗艦の軽巡川内が司令官伊集院松治大佐直率の下、ブインへの輸送作戦に任じる事になった。杉浦司令は「コロンバンガラ輸送は敵の予期するところで危険が大きい。ベララベラ島に輸送して、そこからは大発動艇や海上トラックに切り替えるべき」「途中迄でも川内のような大艦が同行するのは、敵の警戒を増やすだけだ」として反対したが、上級部隊（南東方面艦隊、第八艦隊）の意向を受けた第三水雷戦隊司令部は却下している。作戦実施に際し、第三水雷戦隊司令部の先任参謀二反田三郎中佐が、萩風に乗艦した。

## 参加艦艇

### 日本海軍
- ブイン輸送隊：軽巡洋艦川内（第三水雷戦隊司令官伊集院松治大佐）　陸軍兵約300名と物件27トン、海軍兵74名と物件70トン[89]
- コロンバンガラ輸送隊：指揮官杉浦嘉十大佐/第4駆逐隊司令
  - 輸送隊：第4駆逐隊司令杉浦嘉十大佐（萩風座乗）、第4駆逐隊（萩風、嵐）、第24駆逐隊（白露型駆逐艦江風）[86]
  - 警戒隊：第27駆逐隊司令原為一大佐：白露型駆逐艦時雨[86]
- 日本陸軍：指揮官　見上喜三郎大尉[5]　八コ中隊（各中隊、大隊砲1・迫撃砲各1、機関銃2、軽機9、重擲12）
  - 第一～第四中隊：歩兵第13聯隊配属予定（第四中隊はブーゲンビル島エレベンタ残置予定）
  - 第五～第八中隊：歩兵第229聯隊配属予定（第八中隊はブーゲンビル島エレベンタ残置予定）

### アメリカ海軍
- 第31.2任務群

第12駆逐群：ダンラップ、クレイヴン、モーリー
第15駆逐群：ラング、ステレット、スタック

## 戦闘経過
8月6日0時30分、5隻（川内〔第三水雷戦隊司令官、伊集院大佐〕、萩風〔第4駆逐隊司令、杉浦嘉十大佐〕、嵐、江風、時雨〔第27駆逐隊司令、原為一大佐〕）はラバウルを出撃した。偽装航路を取ったのち、ブーゲンビル島東方を南下した後の午前9時30分、ブカ島近海で川内と駆逐艦は解列した。川内はブインへ、コロンバンガラ輸送隊（輸送隊〈萩風、嵐、江風〉、警戒隊〈時雨〉）はコロンバンガラ島へと向かう。日本側の上空直衛は天候不良のため取止めとなったが、米軍側は大型爆撃機でコロンバンガラ輸送隊を発見している。
夕刻、輸送隊と警戒隊は単縦陣（萩風〔旗艦〕、嵐、江風、時雨）を形成した。30ノットの速力を持ってベラ湾に入る。単縦陣の最後尾（四番艦）を航行していた「時雨」は敵艦隊の出現を予期して、三番艦との距離を1,000メートルに開き、砲の照準を5,000メートルに、魚雷の深度を2メートルに、射角を20度に設定した。時雨（第27駆逐隊）の報告によれば、当日の天候は曇り、視界5000～8000ｍで、東方は特に視界不良だったという。
一方、第31.2任務群は偵察機からの「東京急行出発」の報を受け、9時30分にツラギ島を出撃する。コロンバンガラ島の南西方からベラ湾に入り、探知と発見を避けるためにコロンバンガラ島西部の海岸ぎりぎりに航行する。やがて第12駆逐群は北上して速力を15ノットに落とし、第15駆逐群はUターンしてコロンバンガラ島西岸沖で待機した。ムースブルッガー中佐は、ルンガ沖夜戦やクラ湾夜戦、魚雷艇隊の夜間襲撃における味方の失敗の轍を踏まぬよう、わずかな光すら見せる事がないように発砲制限を徹底させた他、魚雷発射管には光除けのカバーを装着させていた。
21時33分、ダンラップのレーダーはコロンバンガラ輸送隊を探知する。3分後、ムースブルッガー中佐は第12駆逐群に魚雷発射を命じる。同時に第15駆逐群に西方への移動を命じ、コロンバンガラ輸送隊に対して丁字戦法の態勢をとらせた。第12駆逐群は63秒間隔で三艦合計24本の魚雷を発射した後、面舵に針路をとって姿を消した。
コロンバンガラ輸送隊は310度19海里の方向に「巡洋艦二隻 駆逐艦三隻」からなる敵を発見したが、その直後、第12駆逐群から発射された魚雷が萩風、嵐、江風にそれぞれ2本以上命中し、江風は轟沈して、萩風と嵐は航行不能に陥った。コロンバンガラ輸送隊が雷撃により立ち往生するのを確認した第15駆逐群は、頭を押さえる形で一斉に砲門を開く。集中砲火を浴びせかけられた萩風と嵐は、まもなく沈没した。日本側3隻（萩風、嵐、江風）が爆発する様子はまるで「仕掛け花火のような壮観さ」であり、また、コロンバンガラ島を隔てたクラ湾で行動していた魚雷艇員の回想では「火山の爆発」を思わせるようなものであったという。
時雨はアメリカ側駆逐艦を発見後、面舵に転舵して魚雷を発射したが、命中した魚雷はなかった。その時雨にも、第12駆逐群が発射した魚雷のうち3本が到達し、2本は艦底を通過していった。また魚雷1本が舵に命中して穴を開けたものの爆発しなかった。魚雷を8本発射した時雨は、煙幕を展開して一旦退却した。約30分後、次発装填後に戦場に戻ってきたものの「状況極めて不利」と判断し、避退した。モースブラッガー中佐指揮下の米駆逐艦3隻は時雨を追跡したが逃げ切られ、ベラ湾に戻ると6隻で45分間にわたり日本軍生存者の救助をおこなった。逃げ切った時雨はブイン輸送を終えた川内（6日21時30分ブイン着、7日00時30分出発）と8月7日午前8時ころ合流した後、14時30分にラバウルに帰投した。
アメリカ側は駆逐艦6隻で魚雷合計34本を発射し、推定6～8本が命中した。
日本側生存者は、萩風と嵐が各70名・江風約40名（合計約190名）、陸兵約120名であった。
萩風と嵐の乗員はともに178名（嵐水雷長によれば182名戦死）が、江風の乗員は169名が戦死した。輸送隊を指揮した第4駆逐隊司令杉浦嘉十大佐と萩風駆逐艦長の馬越正博少佐はベララベラ島へたどりつけたが、嵐駆逐艦長の杉岡幸七中佐はベララベラ島へ向かう途中に溺死した。江風駆逐艦長の柳瀬善雄少佐も戦死した。また、コロンバンガラ輸送隊が乗せていた増援部隊940名のうち820名が戦死して、輸送は完全な失敗に終わった。
時雨は「駆逐艦3隻、魚雷艇、飛行機の包囲攻撃を受けた」と報告する。また反撃により駆逐艦1隻大破を報じ、日本側の大本営発表では「飛行機、魚雷艇と協同する敵水雷戦隊と交戦し駆逐艦1隻を撃沈、わが方もまた駆逐艦1隻沈没、1隻大破」とする。ただし、第31.2任務群に全く被害はなかった。
増援部隊壊滅の報を受けた陸軍側は、ムンダ防衛を事実上放棄してコロンバンガラ島の防衛強化に重点を置くよう命令した。日本側生存者が大発動艇などでブインに到着したのは、8月25日であったという。第4駆逐隊司令から報告を受けた大本営は、連合軍のレーダー活用、優秀駆逐艦のかわりに輸送作戦に投入する高速輸送艦の開発を認識している。
キスカ島撤退作戦を終えて瀬戸内海に帰投していた島風型駆逐艦島風（第二水雷戦隊所属）も、僚艦と共に電探射撃の研究実施、次期作戦に備えた。

## 海戦の意義
ちょうど1年前に起こった1942年8月8日夜から9日未明に生起した第一次ソロモン海戦以降、1943年3月5日から6日のビラ・スタンモーア夜戦を別にすると、日本艦隊に多大な損害を与えながらも、アメリカ艦隊もまた少なからぬ損害を蒙っていた。クラ湾夜戦、コロンバンガラ島沖海戦でのエインスワース少将の戦いぶりは進歩の跡を少しは見せていたとはいえ、日本海軍の夜戦の技術とは未だに隔たりがあるとみられていた。ベラ湾夜戦の意義はまさに、この太平洋艦隊司令長官チェスター・ニミッツ元帥の後年の回顧に表されている。ニミッツ元帥はまた、ベラ湾の勝者ムースブルッガー中佐とベラ湾夜戦での戦術を立案したバーク大佐、そしてビラ・スタンモーア夜戦と後のブーゲンビル島沖海戦の勝者メリル少将を「こんどの戦争の海戦をもっとも巧みに戦った人たち」と評している。ハルゼー大将もベラ湾での勝利を喜び、戦闘の詳細を手記にする手配すら行っている。
なおバーク大佐は、ソロモン諸島の戦いにおける最後の海戦である1943年11月24日から25日に生起したセント・ジョージ岬沖海戦において、自ら考案した戦術を自ら駆使して再度の完勝劇を収めている。

## 海戦後
1970年代までにベララベラ島では、複数の旧日本兵らしき人物が目撃されることとなった。全国ソロモン会は、ベラ湾海戦の生存者が多数、ベララベラ島の東海岸に漂着したとの証言を得たことから、旧日本兵の生存が有望視したが、発見されることはなかった。